# Ana Moser
Ana Beatriz Moser (Blumenau, 14 de agosto de 1968) é uma ex-voleibolista brasileira e ex-ministra do Esporte do Brasil, cargo que exerceu de janeiro a setembro de 2023 - foi a primeira mulher a exercer o cargo desde a criação da pasta em 1995. Atualmente, Ana Moser ocupa um cargo de membro titular do conselho fiscal do Serviço Social do Comércio (Sesc).
Ana Moser serviu à seleção brasileira que trouxe a primeira medalha olímpica para o voleibol feminino, a medalha de bronze, em Atlanta, 1996. Ela fez parte de uma geração de grandes jogadoras, dentre elas Fofão e Leila, que foi tricampeã do Grand Prix de Vôlei, e abriu caminho para conquistas futuras no esporte, inclusive a medalha de ouro, ao motivar outras jogadoras .A maior parte do tempo que esteve em quadra, atuando pela seleção, Ana Moser ocupou o posto de capitã.
Moser possui medalhas nas categorias de base da seleção brasileira e por esta também disputou três edições dos Jogos Olímpicos, sendo medalhista em Campeonato Mundial, Copa do Mundo, Copa dos Campeões e Jogos Pan-Americanos. Foi a capitã da seleção principal em várias competições e obteve títulos importantes, como o tricampeonato do Grand Prix e o bicampeonato no Mundial de Clubes.
Ao assumir o comando do Ministério do Esporte no Governo Lula, tornou-se a primeira mulher a assumir a pasta e a primeira ministra abertamente lésbica do Brasil. É formada em educação física e sua experiência como atleta a levou a fundar o Instituto Esporte & Educação, uma organização que tem por missão transformar a vida de crianças e adolescentes por meio do esporte e da educação.

## Carreira
De origem alemã, nascida em Blumenau (SC), Ana Moser começou a jogar vôlei aos 7 anos de idade e aos 16 transferiu-se para São Paulo, após ter sido convocada pela primeira vez para a seleção infanto-juvenil. Integrou a seleção adulta em 1987, e participou de três edições de Jogos Olímpicos: Seul, em 1988, Barcelona em 1992, e Atlanta, 1996..
Após as Olimpíadas de 1992, afastou-se da seleção, liderando um boicote contra o técnico Wadson de Lima. Retornou ao grupo no final de 1993, com a entrada de Bernardo Resende. A partir de então, tornou-se uma das principais armas ofensivas da equipe durante toda a década de 90. Em clubes, Ana atuou pelo Transbrasil, Sadia, Colgate/São Caetano, Leite Moça/ Sorocaba, Mizuno/Uniban, Dayvit/Barueri, Universidade de Guarulhos e BCN/Osasco.
Além de ter conquistado, junto com a seleção brasileira, diversas colocações em campeonatos importantes do voleibol mundial, tais como o título do Grand Prix (1994/1996) e a medalha de bronze dos Jogos Olímpicos, Ana é conhecida pela dedicação com que se entregou ao esporte. Ao longo de sua carreira, sofreu quatro intervenções cirúrgicas e teve de submeter-se a incontáveis tratamentos fisioterápicos de forma a estar em condições de cumprir seus compromissos profissionais.
Seus primeiros problemas remontam ao final de 1995, quando sofreu grave contusão no joelho, apesar de já ter realizado cirurgia preventiva no início do mesmo ano. Contra os prognósticos de seus médicos, a atleta conseguiu recuperar-se a tempo de participar das Olimpíadas de Atlanta, quando ajudou sua equipe a conquistar a medalha de bronze, primeira em toda a história do voleibol feminino brasileiro nos Jogos Olímpicos.
Foi poupada do Grand Prix em 1998, retornando apenas no segundo semestre para participar do Campeonato Mundial. Apesar de apresentar-se em grande forma neste torneio, o Brasil não logrou subir ao pódio, ficando apenas com o quarto lugar.
No ano seguinte, Ana participou do Grand Prix e da Copa do Mundo, competição na qual o Brasil classificou-se para as Olimpíadas de Sydney. Em 30 de novembro de 1999, anunciou sua aposentadoria definitiva das quadras, que foi marcada por um jogo de despedida reunindo as principais jogadoras do vôlei nacional na época: Amigas da Ana Moser contra a Seleção da Superliga.
Na Copa do Mundo de 2003, Moser auxiliou o técnico José Roberto Guimarães, observando as equipes adversárias e coletando informações para enriquecer o esquema tático da seleção na competição. O empenho de Ana Moser foi tamanho, que a seleção chegou ao segundo lugar na classificação final.
Ana Moser desenvolveu em 1998 um projeto de formação de atletas baseado no ensino de voleibol em escolas públicas e privadas do Brasil. Este projeto foi a inspiração para o trabalho do Instituto Esporte & Educação, por ela criada e presidida.
Atuou também como comentarista de jogos no canal de TV a cabo ESPN Brasil e também no canal aberto Rede Bandeirantes, comentando a atuação da seleção feminina no torneio de Montreux Volley Masters, em 2005 e 2006, na Suíça. Em 2003 lançou o livro: “Pelas Minhas Mãos”, onde relata sua experiência como jogadora. Em maio de 2009 Ana Moser é eternizada ao entrar para o seleto Hall da Fama do Voleibol, se tornando a quarta personalidade brasileira a conquistar a tal honraria.
Em 2014, Moser foi convidada para participar do reality show de negócios O Aprendiz, em uma temporada com celebridades, tornando-se a vencedora da disputa posteriormente. Desde julho de 2015, Ana atua como comentarista de vôlei da RedeTV!.

## Atividades cívico-políticas
Dois anos após sua aposentadoria, no ano de 2001, Ana Moser foi a principal articuladora na fundação de uma ONG dedicada a incentivar a prática de desportos em uma perspectiva cidadã: o Instituto Esporte e Educação. A partir desta organização, Ana Moser passou a participar ativamente na formulação de gestão e políticas públicas sob o olhar da sociedade civil, além de desenvolver atividades como a Caravana do Esporte, iniciativa criada em 2005.
26 de março de 2003, ela foi eleita vice-presidente da Comissão Nacional de Atletas (CNA), instância inserida dentro da estrutura do Conselho Nacional do Esporte (CNE), órgão colegiado do Ministério do Esporte. Durante o seu mandato, o presidente da CNA era o ex-velejador Lars Grael.
Em agosto de 2018, na condição de presidente do Instituto Esporte e Educação, Ana Moser foi eleita como conselheira do CNE como representante de entidade da sociedade civil dedicada ao esporte.
Em 14 de novembro de 2022, Moser foi uma das especialistas designadas para integrar o Grupo Técnico de Esporte do Gabinete de Transição Governamental, grupo responsável por avaliar a situação das políticas públicas no país e, então, propor soluções para eventuais problemas identificados e aperfeiçoamentos das ações existentes ao subsidiar o relatório final da Equipe de Transição Governamental 2022-2023.

### Ministra do Esporte

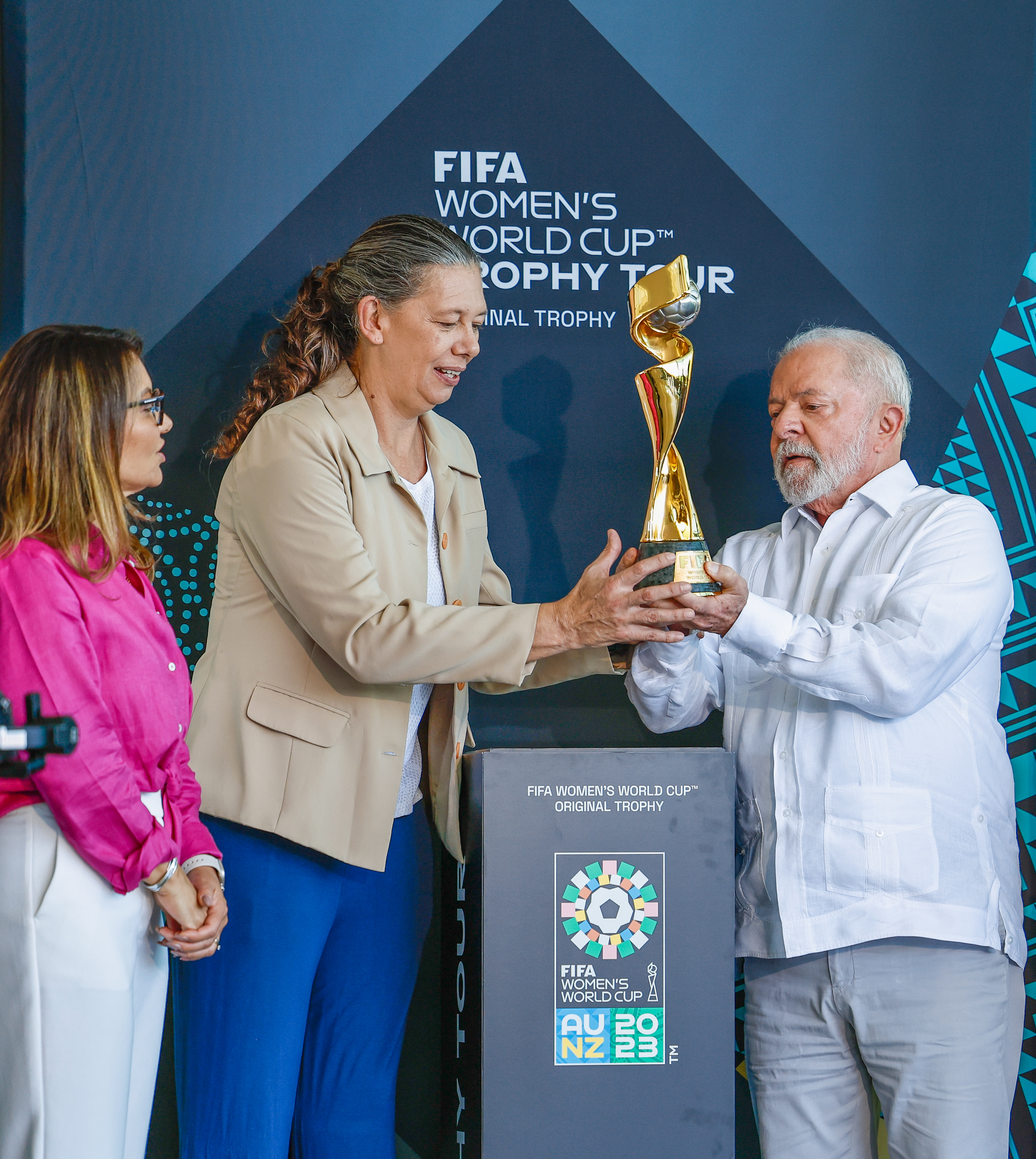
Presidente Lula e a ministra Ana Moser, durante apresentação da taça da Copa do Mundo Feminina FIFA Austrália e Nova Zelândia 2023. Palácio da Alvorada, Brasília - DF.

Em 29 de dezembro de 2022 foi anunciada pelo presidente eleito Luiz Inácio Lula da Silva como a futura ministra dos Esportes. O Ministério dos Esportes, até então uma secretaria especial do Ministério da Cidadania, foi recriado em 1º de janeiro de 2023. Ela tomou posse oficialmente em 4 de janeiro, tornando-se a primeira mulher a comandar o Ministério e a primeira primeira ministra abertamente lésbica do país.
No dia 10 de janeiro se envolveu em uma polêmica, ao declarar que ESports não são esportes, e que o Governo Federal não irá investir neste mercado. Chegou ainda a comparar o treino de atletas de esports ao da cantora Ivete Sangalo e declarou que os esportes eletrônicos fazem parte da indústria do entretenimento, assim como a música. Disse também: "O jogo eletrônico não é imprevisível. Ele é desenhado por uma programação digital, cibernética. É uma programação, ela é fechada, ela não é aberta, como o esporte.". Estas declarações geraram críticas, desde atletas da área como o streamer Nobru, que chamou de lamentável a decisão de não investir nos eSports, Jaime Pádua, cofundador da equipe Furia, chamou a frase de "triste" e "atrasada", influenciadores como o streamer e jornalista esportivo Casimiro Miguel, que chamou as falas da nova ministra de "grotesca" e "arcaica", até políticos, como o Prefeito do Rio de Janeiro, Eduardo Paes (PSD), que se reuniu com representantes do mercado de campeonatos de games para anunciar a criação de uma coordenadoria para o setor, chamando a capital fluminense de "Capital do E-Sports", dizendo ainda que "O Rio reconhece o e-sports como uma importante modalidade de esporte e que traz consigo os princípios mais importantes da prática esportiva como disciplina, foco, inclusão social e competição", e o Vereador do Rio de Janeiro, Carlos Bolsonaro (Republicanos), filho do ex-presidente Jair Bolsonaro.
Em 13 de setembro de 2023, foi publicado o ato de sua exoneração do cargo de Ministra dos Esportes,, num esforço efetuado pelo governo Lula para atrair o apoio político do Centrão. Ela foi sucedida pelo deputado federal André Fufuca.

## Características

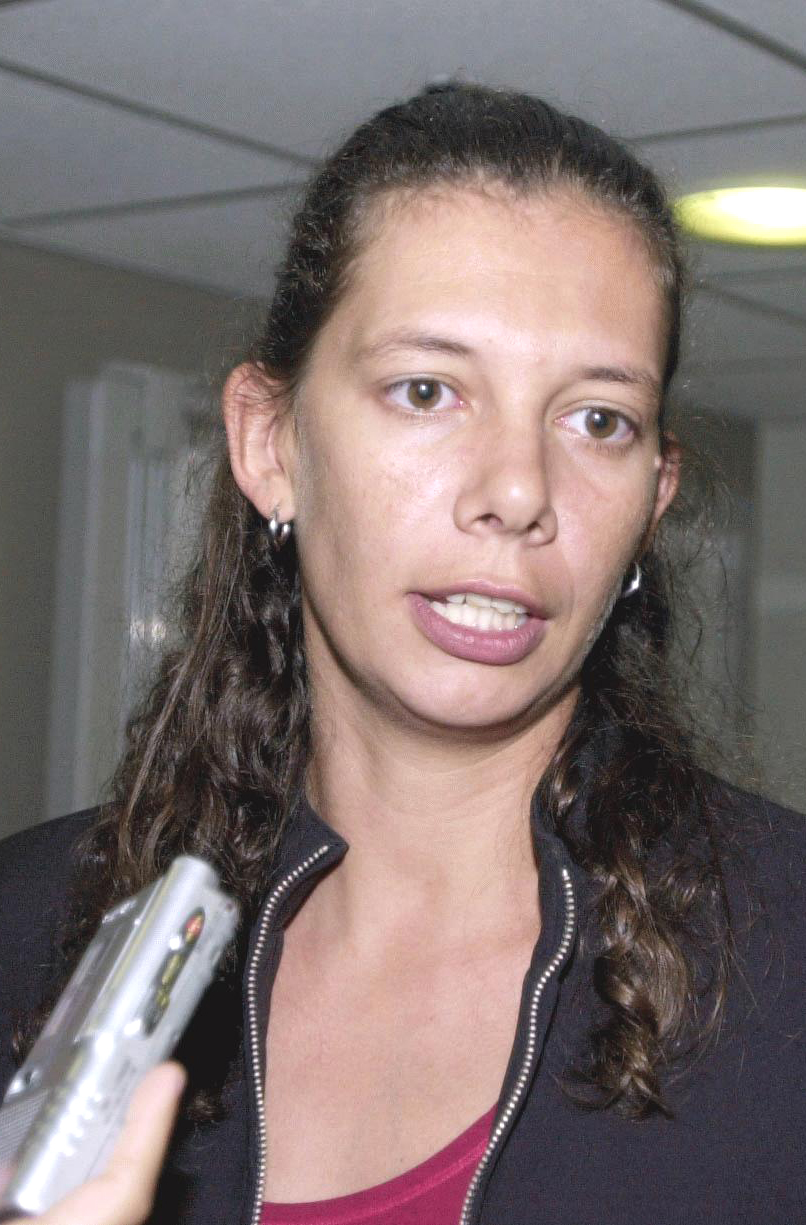
Ana Moser em 2003.

Desde o início de sua carreira, Ana Moser atuou como ponta, destacando-se nos fundamentos ofensivos. Seus 1,85m de altura - estatura considerada baixa para os padrões internacionais na década de 1990 - eram compensados por uma força física fora do comum, o que lhe permitiu obter diversos prêmios individuais de Melhor Atacante e Melhor Saque em torneios internacionais importantes. Na Olimpíada de Atlanta de 1996, Ana Moser executou um saque viagem fortíssimo, chegando à velocidade de 106 km/h, marca atingida apenas por atletas da categoria masculina. Dotada de grande espírito de liderança, tornou-se símbolo de uma geração que parecia poder levar o país à elite do voleibol feminino mundial - posição que já era ocupada pela modalidade masculina desde o início dos anos 80.
Ana também marcou em sua carreira por possuir um temperamento forte, um fato conhecido da atleta exemplifica tal afirmação, pois liderou um boicote ao técnico Wadson Lima em 1992 que a deixou um ano afastada da seleção, e foi um dos principais pivôs das discussões com a equipe cubana que levaram à pancadaria generalizada que se sucedeu à derrota do Brasil nas semifinais das Olimpíadas de Atlanta. Na referida semifinal olímpica de Atlanta Ana confrontou-se sozinha com as atletas cubanas na rede, após um jogo disputadíssimo, pedindo "respeito" à todas, mas em especial a Mireya Luis, capitã e comandante das provocações por parte do time cubano durante toda a partida.
Após afastar-se das quadras, foi uma das poucas atletas a criticar abertamente a CBV (Confederação Brasileira de Voleibol) quando uma nova crise instalou-se entre jogadoras e treinador - neste caso, Marco Aurélio Motta, indicado em 2001 como sucessor de Bernardo Resende, o qual havia assumido na ocasião o comando do voleibol masculino.

## Clubes
| Clube                 | País   | De   | Até  |
| --------------------- | ------ | ---- | ---- |
| Transbrasil/Pinheiros | Brasil | 1985 | 1988 |
| Sadia                 | Brasil | 1988 | 1991 |
| Colgate/São Caetano   | Brasil | 1991 | 1993 |
| Leite Moça/ Sorocaba  | Brasil | 1993 | 1996 |
| Mizuno/Uniban         | Brasil | 1996 | 1997 |
| Dayvit/Barueri        | Brasil | 1997 | 1998 |
| UNG                   | Brasil | 1998 | 1999 |
| BCN/Osasco            | Brasil | 1999 | 1999 |

## Títulos e resultados
- Decacampeã do Campeonato Paulista: 1985, 1986, 1987,1988, 1989, 1990, 1991, 1993, 1995 e 1997[13]
- Vice-campeã do Campeonato Paulista: 1999[13]
- 4º Lugar do Campeonato Paulista: 1998
- Campeã da Copa São Paulo: 1999
- Campeã dos Jogos Regionais de São Paulo: 1993, 1994 e 1995
- Campeã dos Jogos Abertos do Interior de São Paulo: 1993
- Campeã da Liga Nacional de Clubes de Voleibol Feminino: 1988-89, 1989-90 e 1990-91, 1991-92
- Vice-campeã da Liga Nacional de Clubes de Voleibol Feminino: 1992-93
- Campeã do Campeonato Sul-Americano de Clubes: 1988,1989,1990, 1991, 1992
- Vice-campeã do Campeonato Sul-Americano de Clubes:1996
- Campeã da Superliga Brasileira A: 1994-95[37]
- Vice campeã da Superliga Brasileira A: 1996-97[37]
- 6º Lugar da Superliga Brasileira A: 1997-98[37]
- 4º Lugar da Superliga Brasileira A: 1998-99[37]
- Campeã da Copa Internacional: 1995
- Vice-campeã do Torneio Pré Olímpico Mundial ( Itália): 1988
- 6º Lugar dos Jogos Olímpicos de Verão de 1988 (Seul,  Coreia do Sul)[8]
- 4º Lugar dos Jogos Olímpicos de Verão de 1992 (Barcelona,  Espanha)[8]

## Prêmios individuais
- MVP do Campeonato Mundial de Voleibol Feminino Sub-20 de 1986
- Melhor Atacante do Campeonato Mundial de Voleibol Feminino de 1990
- MVP do Campeonato Sul-Americano de Voleibol Feminino de 1991
- Melhor Atacante do Campeonato Sul-Americano de Voleibol Feminino de 1991
- Melhor Atacante do Liga Nacional de Voleibol Feminino de 1991
- Melhor Saque dos Jogos Olímpicos de Verão de 1992
- Melhor Sacadora do Campeonato Mundial de Clubes de Voleibol Feminino de 1994
- MVP do Montreux Volley Masters de 1994
- Melhor Atacante do World Top Four de Voleibol de 1994
- Maior Pontuadora do Liga Nacional de Voleibol Feminino de 1996
- MVP do Campeonato Sul-Americano de Clubes de Voleibol Feminino de 1996

## Honrarias
- Hall da Fama do Voleibol - 2009[38]